# کردهای فنلاند
کردهای فنلاند به معنی کردهایی می‌باشد که در کشور فنلاند به دنیا آمده یا به این کشور مهاجرت کرده‌اند. در سال ۲۰۱۳ تعداد ۱۰٬۰۷۵ کرد در فنلاند زندگی می‌کرده‌اند.

## تاریخچه
برخی از کردهای فنلاند از ایران یا ترکیه به این کشور آمده‌اند اما بیشتر آنان از کردهای عراقی هستند به طوری که بیشترین جمعیت مهاجرین عراقی در فنلاند را تشکیل می‌دهند. پس از حمله داعش به مناطق کرد نشین، اعتراضاتی توسط کردهای فنلاند شکل گرفت. ده‌ها تن از کردهای فنلاند به منظور مبارزه با داعش این کشور را ترک کرده و به عراق یا سوریه رفته‌اند.